# Ваагни (река)
Ваагни́ (Заманлу́, арм. Վահագնի, Ջամանլու, Վաագնի) — река в Лорийской области Армении. Протяжённость — 12 км.
Начинается со склонов Заманлинского и Базумского хребтов.
Течёт в общем восточном направлении вдоль южных склонов Заманлинского хребта. Долина реки поросла дубовым лесом. В южной части села Ваагнадзор слева впадает в реку Памбак.
Через реку в конце XIX века построен железнодорожный ферменный мост при строительстве железной дороги Тифлис — Александрополь.